# Трайон (Небраска)
Трайон (англ. Tryon) — переписна місцевість (CDP) в США, в окрузі Макферсон штату Небраска. Населення — 157 осіб (2010).

## Географія
Трайон розташований за координатами 41°33′30″ пн. ш. 100°57′13″ зх. д. / 41.55833° пн. ш. 100.95361° зх. д. (41.558444, -100.953594).  За даними Бюро перепису населення США в 2010 році переписна місцевість мала площу 3,08 км², уся площа — суходіл.

## Демографія
Згідно з переписом 2010 року, у переписній місцевості мешкало 157 осіб у 61 домогосподарстві у складі 47 родин. Густота населення становила 51 особа/км².  Було 75 помешкань (24/км²).
Расовий склад населення:
| - 95,5 % — білих - 1,3 % — чорних або афроамериканців |

До двох чи більше рас належало 3,2 %. Частка іспаномовних становила 0,6 % від усіх жителів.
За віковим діапазоном населення розподілялося таким чином: 28,0 % — особи молодші 18 років, 55,4 % — особи у віці 18—64 років, 16,6 % — особи у віці 65 років та старші. Медіана віку мешканця становила 41,8 року. На 100 осіб жіночої статі у переписній місцевості припадало 106,6 чоловіків;  на 100 жінок у віці від 18 років та старших — 98,2 чоловіків також старших 18 років.
Середній дохід на одне домашнє господарство  становив 55 955 доларів США (медіана — 46 250), а середній дохід на одну сім'ю — 72 930 доларів (медіана — 59 250). За межею бідності перебувало 8,6 % осіб, у тому числі 66,7 % дітей у віці до 18 років та 0,0 % осіб у віці 65 років та старших.
Цивільне працевлаштоване населення становило 51 осіб. Основні галузі зайнятості: освіта, охорона здоров'я та соціальна допомога — 29,4 %, транспорт — 27,5 %, роздрібна торгівля — 13,7 %, мистецтво, розваги та відпочинок — 9,8 %.